# Drymarchon caudomaculatus
Drymarchon caudomaculatus är en ormart som beskrevs av Wüster, Yrausquin och Mijares-Urrutia 2001. Drymarchon caudomaculatus ingår i släktet Drymarchon och familjen snokar. Inga underarter finns listade i Catalogue of Life.
Arten förekommer i nordöstra Colombia i departementet La Guajira och i nordvästra Venezuela i provinserna Zulia och Falcón. Den lever i låglandet upp till 150 meter över havet. Habitatet utgörs av ganska torra lövfällande skogar och av buskskogar. Ibland besöks angränsande betesmarker. Honor lägger ägg.
Några exemplar dödas av människor som inte vill ha ormar nära sin bostad. Andra individer överkörs när de korsar vägar. Allvarliga hot mot beståndet saknas. IUCN kategoriserar arten globalt som livskraftig.